# IC 2284
IC 2284 је појединачна звијезда у сазвјежђу Рак која се налази на листи објеката дубоког неба у Индекс каталогу.
Деклинација објекта је + 18° 36' 23" а ректасцензија 8h 18m 58,7s.